# Краснополянське сільське поселення (Нікольський район)
Краснополя́нське сільське поселення (рос. Краснополянское сельское поселение) — сільське поселення у складі Нікольського району Вологодської області Росії.
Адміністративний центр — місто Нікольськ, яке однак не входить до складу поселення.

## Населення
Населення сільського поселення становить 5262 особи (2019; 5442 у 2010, 5988 у 2002).

## Історія
Станом на 2002 рік існували Краснополянська сільська рада (село Світлий Ключ, присілки Абатурово, Аксентьєво, Велике Фомино, Верхній Ристюг, Гора, Дор, Животово, Ірданово, Каменка, Кожаєво, Козловка, Конигіно, Криводієво, Кузнечиха, Мале Фомино, Мелентьєво, Мокрецово, Нижній Ристюг, Носково, Плаксино, Родюкіно, Селіваново, Соколово), Осиновська сільська рада (присілки Малиновка, Осиново, Погорілиця, Рамешки, Скочково, Упіралово, Скочково, селища Лівобережний, Підосиновець), Переселенська сільська рада (присілки Велике Свірчкове, Мале Свірчкове, Тарасові Логи, селище Лісна Роща, починок Пермаський), Пермаська сільська рада (присілки Баданки, Березово, Блудново, Бродовиця, Дворище, Калауз, Куданга, Липово, Пахомово, Пермас, Повечірна, Сторожева, Ширі, селище Кудангський, починки Гороховський, Зирянський) та Полежаєвська сільська рада (присілки Білогар'є, Карниш, Кленова, Красне Зведення, Пертюг, Полежаєво, Половинка, селища Молоджний, Нюненьга, починок Єльховецький), присілки Бутова Кур'я та Івантець перебували у складі Нігінської сільської ради.
1 квітня 2013 року ліквідовано Осиновське сільське поселення (колишні Осиновська та Переселенська сільради) та Полежаєвське сільське поселення (колишня Полежаєвська сільрада), їхні території увійшли до складу Краснополянського сільського поселення (колишня Краснополянська сільрада).
7 червня 2018 року ліквідовано Пермаське сільське поселення (колишня Пермаська сільрада), його територія увійшла до складу Краснополянського сільського поселення.
13 липня 2020 року ліквідовано починок Зирянський, селище Лісна Роща, присілки Повечірна, Тарасові Логи. 2022 року ліквідовано присілок Баданки.

## Склад
До складу сільського поселення входять:
| Населений пункт            | Населення, осіб (2002) | Населення, осіб (2010) |
| -------------------------- | ---------------------- | ---------------------- |
| Абатурово, присілок        | 165                    | 160                    |
| Аксентьєво, присілок       | 124                    | 109                    |
| Баданки, присілок          | 0                      | 0                      |
| Березово, присілок         | 38                     | 39                     |
| Білогар'є, присілок        | 21                     | 17                     |
| Блудново, присілок         | 60                     | 57                     |
| Бродовиця, присілок        | 14                     | 12                     |
| Бутова Кур'я, присілок     | 183                    | 154                    |
| Велике Свірчково, присілок | 102                    | 79                     |
| Велике Фомино, присілок    | 33                     | 14                     |
| Верхній Ристюг, присілок   | 54                     | 58                     |
| Гора, присілок             | 0                      | 0                      |
| Гороховський, починок      | 9                      | 4                      |
| Дворище, присілок          | 21                     | 7                      |
| Дор, присілок              | 141                    | 136                    |
| Єлховецький, починок       | 6                      | 4                      |
| Животово, присілок         | 32                     | 18                     |
| Зирянський, починок        | 0                      | 0                      |
| Івантець, присілок         | 156                    | 126                    |
| Ірданово, присілок         | 321                    | 350                    |
| Калауз, присілок           | 11                     | 5                      |
| Каменка, присілок          | 3                      | 2                      |
| Карниш, присілок           | 91                     | 63                     |
| Кленова, присілок          | 12                     | 3                      |
| Кожаєво, присілок          | 347                    | 341                    |
| Козловка, присілок         | 116                    | 98                     |
| Конигіно, присілок         | 77                     | 64                     |
| Красне Зведення, присілок  | 25                     | 13                     |
| Криводієво, присілок       | 281                    | 283                    |
| Куданга, присілок          | 25                     | 16                     |
| Кудангський, селище        | 384                    | 273                    |
| Кузнечиха, присілок        | 107                    | 121                    |
| Липово, присілок           | 40                     | 26                     |
| Лівобережний, селище       | 320                    | 260                    |
| Лісна Роща, селище         | 0                      | 0                      |
| Мале Свірчково, присілок   | 10                     | 5                      |
| Мале Фомино, присілок      | 23                     | 25                     |
| Малиновка, присілок        | 52                     | 37                     |
| Мелентьєво, присілок       | 546                    | 595                    |
| Мокрецово, присілок        | 75                     | 66                     |
| Молодіжний, селище         | 177                    | 159                    |
| Нижній Ристюг, присілок    | 25                     | 24                     |
| Носково, присілок          | 2                      | 0                      |
| Нюненьга, селище           | 173                    | 127                    |
| Осиново, присілок          | 309                    | 297                    |
| Пахомово, присілок         | 9                      | 1                      |
| Пермас, присілок           | 299                    | 277                    |
| Пермаський, починок        | 28                     | 24                     |
| Пертюг, присілок           | 9                      | 3                      |
| Підосиновець, селище       | 107                    | 131                    |
| Плаксино, присілок         | 65                     | 53                     |
| Повечірна, присілок        | 0                      | 0                      |
| Погорілиця, присілок       | 1                      | 2                      |
| Полежаєво, присілок        | 136                    | 130                    |
| Половинка, присілок        | 14                     | 16                     |
| Рамешки, присілок          | 67                     | 38                     |
| Родюкіно, присілок         | 171                    | 229                    |
| Світлий Ключ, село         | 103                    | 89                     |
| Селіваново, присілок       | 2                      | 0                      |
| Скочково, присілок         | 108                    | 79                     |
| Соколово, присілок         | 53                     | 65                     |
| Сторожева, присілок        | 3                      | 0                      |
| Тарасові Логи, присілок    | 0                      | 0                      |
| Упіралово, присілок        | 34                     | 6                      |
| Ширі, присілок             | 51                     | 42                     |
| Шолково, присілок          | 17                     | 10                     |